# Schweizerische Konferenz der kantonalen Erziehungsdirektoren
Die Konferenz der kantonalen Erziehungsdirektorinnen- und direktoren (EDK) ist der Zusammenschluss der 26 kantonalen Regierungsmitglieder der Schweiz, die für Erziehung, Bildung, Kultur und Sport verantwortlich sind. Das Fürstentum Liechtenstein ist ständiger Gast der Konferenz mit beratender Stimme.

## Aufgaben
In der Schweiz ist das Bildungswesen kantonal geregelt. Das heisst, die Kantone tragen die Hauptverantwortung für die Volksbildung und zusammen mit den Gemeinden die Hauptlast der Finanzierung (rund 90 Prozent). In dieser vielfältigen Bildungslandschaft ist die EDK verantwortlich für die nationale Koordination in sämtlichen Bereichen der Bildungs- und Kulturpolitik. Die EDK ist kein nationales Bildungsministerium, sondern regelt und koordiniert die interkantonale Zusammenarbeit, wo dies nötig ist, und vertritt die Interessen der Bildung gegenüber dem Bund und auf internationaler Ebene. In einem Tätigkeitsprogramm, das laufend fortgeschrieben wird, legen die kantonalen Erziehungsdirektoren die Ziele und Prioritäten ihrer Zusammenarbeit fest.

## Geschichte und Rechtsnatur
Bis heute steht die Bildungspolitik der Schweiz auf der Basis interkantonaler Staatsverträge. Bereits im 19. Jahrhundert entwickelte sich eine Zusammenarbeit der Kantone im Bildungs- und Kulturbereich. Die Lösungen umfassten aber oft nicht alle Kantone oder blieben gar auf einer unverbindlichen Ebene. 1897 konstituierte sich mit der Konferenz der kantonalen Erziehungsdirektoren ein permanentes Gremium, das sich in der Folge zur bildungspolitischen Plattform entwickelte. Es diente dem Meinungs- und Erfahrungsaustausch, dem Dialog mit dem Bund und – zumindest teilweise – gemeinsamen Entscheiden und Unternehmungen.
In der zweiten Hälfte des 20. Jahrhunderts wuchs der Druck zur Modernisierung des Bildungswesens und zur Öffnung der kantonalen Schulsysteme. Vereinzelt wurde auch der Ruf nach einer Bundeslösung laut. Die Anstrengungen für eine gemeinsame Bildungspolitik der Kantone mündeten in das Schulkonkordat von 1970, das heute die rechtliche Grundlage der EDK bildet. Es verpflichtet die Kantone zur Zusammenarbeit im Bildungsbereich und ermächtigt die EDK zum Erlass von Empfehlungen an die Kantone, die zwar nicht bindend sind, als Produkte einer konsensorientierten Zusammenarbeit aber einen grossen Harmonisierungs- und Koordinierungseffekt bewirken. Der Kanton Tessin ist dem Konkordat als einziger Kanton nicht beigetreten, nimmt aber als Vollmitglied an den Aktivitäten der EDK teil.
Erst 1993 gelang der EDK mit der Interkantonalen Diplomvereinbarung die gesamtschweizerische Anerkennung der kantonalen Bildungs- und Berufsabschlüsse. Weitere Konkordate betreffen die Bildungsfinanzierung oder die Anerkennung von Ausbildungsabschlüssen.

## Organisation
Oberstes Entscheidorgan der EDK ist die Plenarversammlung, bestehend aus allen kantonalen Erziehungsdirektorinnen und -direktoren.
Als Stabsstelle der EDK fungiert das Generalsekretariat in Bern. Daneben existieren EDK-Regionalkonferenzen (Deutschschweiz, Westschweiz und Tessin, Nordwestschweiz, Zentralschweiz. Ostschweiz, die eigene Sekretariate unterhalten).
Zur Erfüllung besonderer Aufgaben führt die EDK gesamtschweizerisch tätige Institutionen:
- das Informations- und Dokumentationszentrum (IDES)[3]
- das Schweizerisches Zentrum für die Mittelschule (ZEM CES, Bern)
- das Schweizerische Dienstleistungszentrum Berufsbildung (SDBB CFSO, Bern)

In gemeinsamer Trägerschaft von Bund und Kantonen stehen:
- die Schweizerische Koordinationsstelle für Bildungsforschung (SKBF, Aarau)[4]

Leistungsvereinbarungen mit der EDK haben folgende Institutionen in anderer Trägerschaft:
- das Schweizer Zentrum für Heil- und Sonderpädagogik (SZH, Bern seit 2008, Nachfolge der Schweizerischen Zentralstelle für Heilpädagogik in Luzern),[5] die EDK hat Einsitz im Stiftungsrat.
- Educa – Fachagentur für den digitalen Bildungsraum Schweiz[6]
- die Agentur Movetia Austausch und Mobilität getragen von der Schweizerischen Stiftung für die Förderung von Austausch und Mobilität (SFAM).[7]
- das Portal éducation21 als nationales Kompetenz- und Dienstleistungszentrum für Bildung für Nachhaltige Entwicklung (BNE),  unterstützt Schulen (obligatorische Schule, Sekundarstufe II) und Pädagogische Hochschulen bei der Realisierung von BNE. Der Stiftungsrat wird von einem EDK-Mitglied präsidiert.[8]